# اهوانو (ساحل عاج)
اهوانو (به لاتین: Ahouanou) یک منطقهٔ مسکونی در ساحل عاج است.